# Ulviyya Fataliyeva

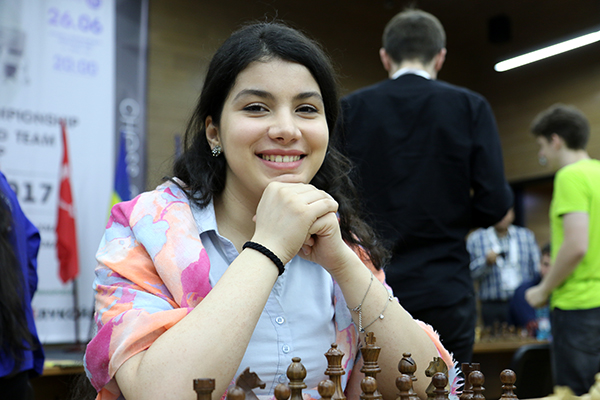
Ulviyya Fataliyeva in 2017

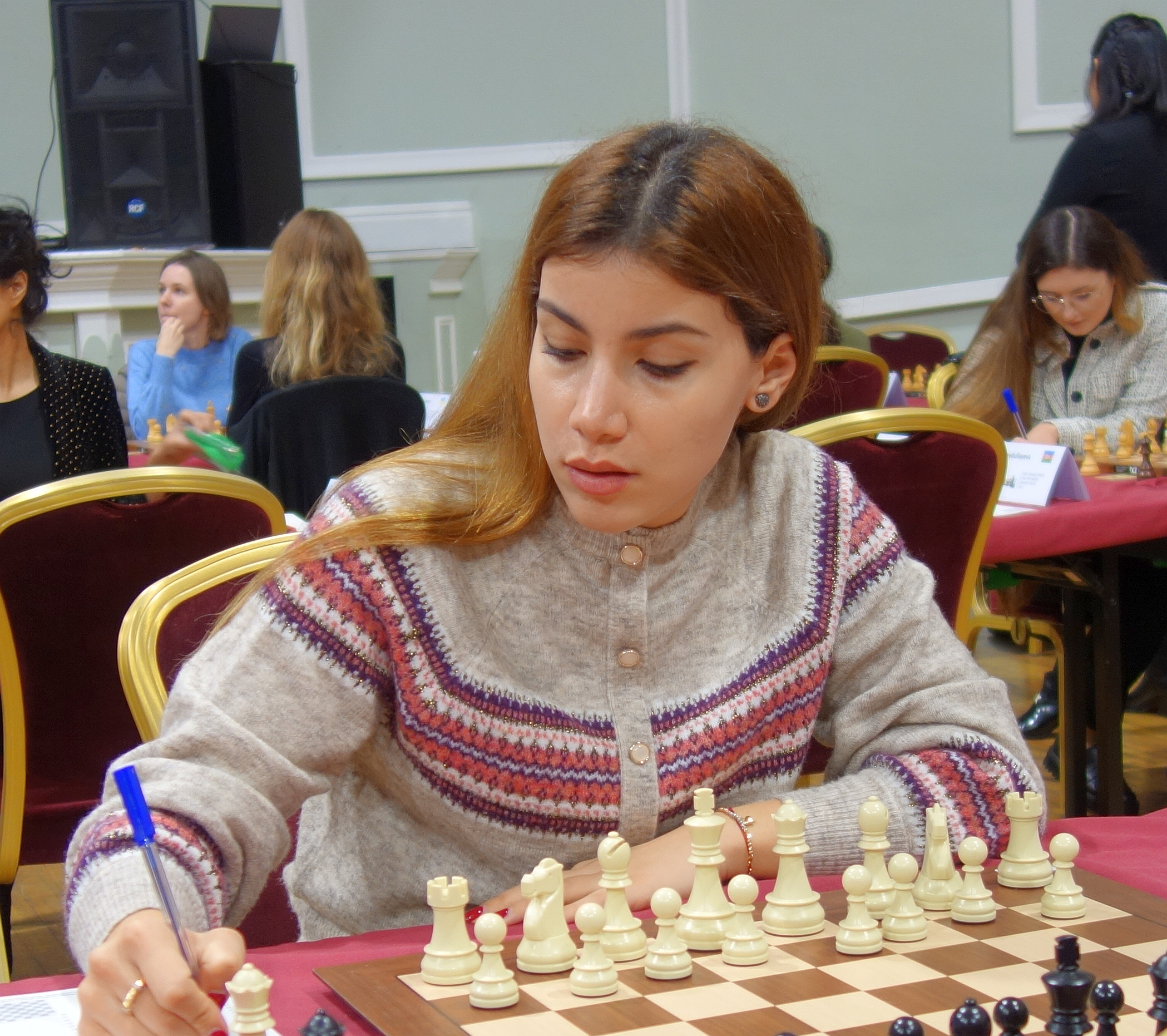
Ulviyya Fataliyeva in 2023

Ulviyya Fataliyeva (Azerbeidzjaans: Ülviyyə Fətəliyeva) (Gəncə, 3 augustus 1996) is een Azerbeidzjaanse schaakster. Ze is een grootmeester bij de vrouwen (WGM). Sinds 2022 is ze een Internationaal Meester (IM). 

## Biografie
Ze volgde de schaakschool in Gəncə. Ulviyya Fataliyeva won in 2011 het Azerbeidzjaanse kampioenschap voor meisjes, in de leeftijdscategorie tot 20 jaar. Ook nam ze deel aan het Europees schaakkampioenschap voor jeugd en het Wereldkampioenschap schaken voor jeugd. In 2010 won Ulviyya Fataliyeva in Batoemi het EK voor jeugd in de categorie meisjes tot 14 jaar. In 2014 won ze het EK voor jeugd in de categorie meisjes tot 18 jaar. In 2017 werd ze tweede op het Azerbeidzjaanse schaakkampioenschap voor vrouwen (Gunay Mammadzada won het toernooi), en won een zilveren medaille met de Azerbeidzjaanse schaakclub Odlar Yurdu in teamwedstrijden en een individuele zilveren medaille in de 22e European Club Cup voor vrouwenteams.
Ulviyya Fataliyeva speelde in 2016 voor Azerbeidzjan in het vrouwentoernooi van de 42e Schaakolympiade in Bakoe, het vrouwentoernooi van het Wereldkampioenschap schaken voor landenteams in Khanty-Mansiysk (2017), en twee keer in het  Europees schaakkampioenschap voor landenteams (2015, 2017). In 2018 nam ze deel aan de 43e Schaakolympiade, waar haar team de 10e plaats behaalde. In 2022 ontving ze op het vrouwentoernooi van de 44e Schaakolympiade een zilveren medaille voor haar resultaat aan het reservebord; Azerbeidzjan eindigde als zevende.  
In augustus 2022 werd ze in Praag derde op het Europees vrouwenkampioenschap schaken.
In november 2022 was haar Elo-rating 2428.
In 2024 won ze het EK voor vrouwen.

## Titels
In 2014 verkreeg ze de titel Internationaal Meester bij de vrouwen (WIM). Drie jaar later, in 2017, werd ze grootmeester bij de vrouwen (WGM). Ze is sinds 2022 een Internationaal Meester (IM). 

## Externe koppelingen
- (en)   Informatie over schaakpartijen van Ulviyya Fataliyeva op ChessGames.com
- (en)   Informatie over schaakpartijen van Ulviyya Fataliyeva op 365chess.com
- (en)  FIDE-ratinggegevens voor Ulviyya Fataliyeva